# Louskáček a čtyři říše
Louskáček a čtyři říše (v anglickém originále The Nutcracker and the Four Realms) je americký fantasy dobrodružný film z roku 2018, jehož režie se ujali Lasse Hallström a Joe Johnston a scénář napsali Ashleigh Powell a Tom McCarthy. Jedná se o převyprávění povídky Ernesta Theodora Wilhelma Hoffmanna „Louskáček a myší král“ a baletní hry Mariuse Petipa a Pyotra Iljiče Čajkovskijho Louskáček, o mladé dívce, která je obdarovaná uzamčeným vejcem a vydává se do magické země, aby získal klíč.
Hlavní role hrají Keira Knightley, Mackenzie Foy, Eugenio Derbez, Matthew Macfadyen, Richard E. Grant, Misty Copeland, Helen Mirren a Morgan Freeman .
Film měl světovou premiéru v Los Angeles 29. října 2018. Ve Spojených státech se začal promítat 2. listopadu 2018. V České republice o den dříve. Film vydělal 174 miliónů dolarů po celém světe. Jeho rozpočet činil 120 miliónů dolarů.

## Obsazení
- Mackenzie Foy jako Klára Stahlbaumová (český dabing: Anna Marie Jurková)
- Jayden Fowora-Knight jako kapitán Filip Hoffman, louskáček (český dabing: Zdeněk Piškula)
- Keira Knightley jako Cukrová víla (český dabing: Hana Vagnerová)
- Helen Mirren jako Perníkářka (český dabing: Vlasta Peterková)
- Morgan Freeman jako Drosselmeyer (český dabing: Zdeněk Maryška)
- Eugenio Derbez jako Květoň (český dabing: David Novotný)
- Richard E. Grant jako Zmrzlík (český dabing: David Matásek)
- Matthew MacFadyen jako Benjamin Stahlbaum (český dabing: Radek Valenta)
- Jack Whitehall jako Harlekýn (český dabing: Roman Štabrňák)
- Meera Syal jako kuchařka (český dabing: Vlasta Žehrová)
- Ellie Bamber jako Lujza Stahlbaumová (český dabing: Berenika Kohoutová), sestra Kláry
- Omid Djalili jako kavalír (český dabing: Pavel Nečas)
- Tom Sweet jako Fritz Stahlbaum, bratr Kláry
- Misty Copeland jako Princezna balerína
- Anna Madeley jako Marie Stahlbaum
- Sergei Polunin jako The Sweets Cavalier
- Charles „Lil Buck“ Riley jako Myší král

## Přijetí

### Tržba
Film vydělal ve Spojených státech a Kanadě 54,9 milionu dolarů a 119,1 milionu dolarů v dalších oblastech, celkově tak vydělal přes 174 milionů dolarů. Deadline Hollywood vypočítal, že studio přišlo o celkem 65,8 milionu dolarů.
Film měl premiéru společně s filmy Nobody's Fool a Bohemian Rhapsody a byl projektován výdělek 20–24 milionů dolarů za první promítací víkend. Snímek se stal druhým nejnavštěvovanějším filmem víkendu a vydělal 20,35 milionů dolarů.

### Recenze
Na recenzní stránce Rotten Tomatoes film získal 34 procent vypočítaných ze 176 recenzí s průměrným hodnocením 5,2 z 10. Na serveru Metacritic si film drží průměrné skóre 39 bodů ze 100, založený na 38 kritikách. Na Česko-Slovenské filmové databázi má snímek 55 procent vypočítaných z 1 193 hodnocení.